# Antonio Di Ciolo
Antonio Di Ciolo (Pisa, 12 luglio 1934 – Pisa, 29 settembre 2020) è stato uno schermidore e maestro di scherma italiano.

## Biografia
Antonio Di Ciolo ha iniziato la pratica della scherma nel 1948 seguendo le orme dello zio materno Rinaldo Giusti, anche lui fiorettista. Lo zio (prima atleta e poi arbitro internazionale) lo portava in Vespa a Lucca dove insegnava Oreste Puliti.
Si è diplomato maestro di scherma presso l’Accademia nazionale di scherma di Napoli nel 1960.
L’anno seguente si è diplomato anche presso l’ISEF di Roma per poi tornare a Pisa ed iniziare l’attività di insegnante nelle scuole pubbliche (ruolo che ha ricoperto fino al 1993). Dal 1960 non ha mai lasciato l'insegnamento della scherma (ha lavorato nell'ordine presso il CUS Pisa, il Fides Livorno, l'U.S. Pisascherma ed il Club Scherma Pisa "Antonio Di Ciolo" di cui è stato presidente onorario sino alla sua morte) e, dopo avere portato a vittorie olimpiche e mondiali numerosi allievi, il suo nome è diventato conosciuto sulle pedane di tutto il mondo sino a venire definito da Giorgio Scarso, presidente della Federazione Italiana Scherma, unico nel panorama mondiale, [...] caposaldo della scherma italiana e [...] innovatore della classe magistrale. 
Nella sua lunga carriera si è dedicato tanto alla scherma olimpica quanto alla scherma paralimpica (è stato uno dei maestri fondatori del movimento paralimpico italiano). La scuola di Antonio Di Ciolo può essere riconosciuta a tutti gli effetti come una prolifica scuola di campioni e di insegnanti che hanno vinto tantissimo a livello nazionale, mondiale ed olimpico. Di seguito alcuni degli allievi più decorati del maestro Di Ciolo e della sua scuola: Alessandro Puccini, Salvatore Sanzo, Simone Vanni (attuale commissario del fioretto paralimpico fra cui figura anche la famosa campionessa Bebe Vio), Francesco Martinelli (attuale commissario tecnico della spada paralimpica), Ilaria Bianco,  Veronica Rossi, Elisa Vanni, Martina Batini, Mariella Bertini, Soriano Ceccanti, Gabriele Cimini, Chiara Cini, Marco Vannini e Giuseppe Pierucci.
Dal 2006 ha lavorato presso il Club Scherma Pisa "Antonio Di Ciolo" accanto ai più stretti collaboratori (quali il figlio Enrico ed i maestri Simone Piccini e Alessandro Puccini) portando ben quattro squadre del Club a militare in serie A1.
Riconosciuto come uno dei protagonisti della scherma mondiale degli ultimi cinquant'anni, la sua morte ha avuto un forte impatto mediatico e non sono mancati i messaggi di cordoglio dell'intera comunità sportiva mondiale.

## Palmarès allievi Scuola Di Ciolo

### Vittorie[19]
- Medaglie olimpiche: 7
- Medaglie paralimpiche: 16
- Campionati del mondo: 42
- Campionati europei: 46
- Campionati italiani: più di 100
- Universiadi: 9
- Giochi del Mediterraneo: 14
- Mondiali paralimpici: 5
- Coppe del mondo: 5

Oltre ai titoli appena elencati gli allievi di Antonio Di Ciolo hanno vinto molte altre competizioni sulle pedane di tutto il mondo.

## Opere
- Antonio Di Ciolo e Paolo Macchia Piccini, Pronti a voi..., Pisa, 1996
- Antonio Di Ciolo, Lio Bastianini e Marco Gori, Il gioco della scherma, Pisa, 1996
- Antonio Di Ciolo, Enrico Di Ciolo, Simone Piccini e Sabrina Balestracci, La scuola Di Ciolo, Pisa, 2007
- Antonio Di Ciolo ed Enrico Di Ciolo, Manuale di scherma, Pisa, ed. Il Campano, 2010
- Antonio Di Ciolo e Roberto Scarpa, Non perdo nemmeno se mi battono, Pisa, ed. Il Campano, 2019

## Onorificenze
Ufficiale Ordine al Merito della Repubblica Italiana
 Stella di Bronzo al Merito Sportivo
 Stella d'Argento al Merito Sportivo
 Stella d'Oro al Merito Sportivo